# Ilhas Desertas
As Ilhas Desertas constituem um subarquipélago do arquipélago da Madeira, Portugal de origem vulcânica, situadas a sudeste da Ilha da Madeira. Constituem a Reserva Natural das Ilhas Desertas, classificada também como reserva biogenética pelo Conselho da Europa.
Fazem parte das Ilhas Desertas o Ilhéu Chão, a Deserta Grande e o Bugio. Administrativamente, fazem parte da freguesia de Santa Cruz, concelho de Santa Cruz, Região Autónoma da Madeira.

## Breve história

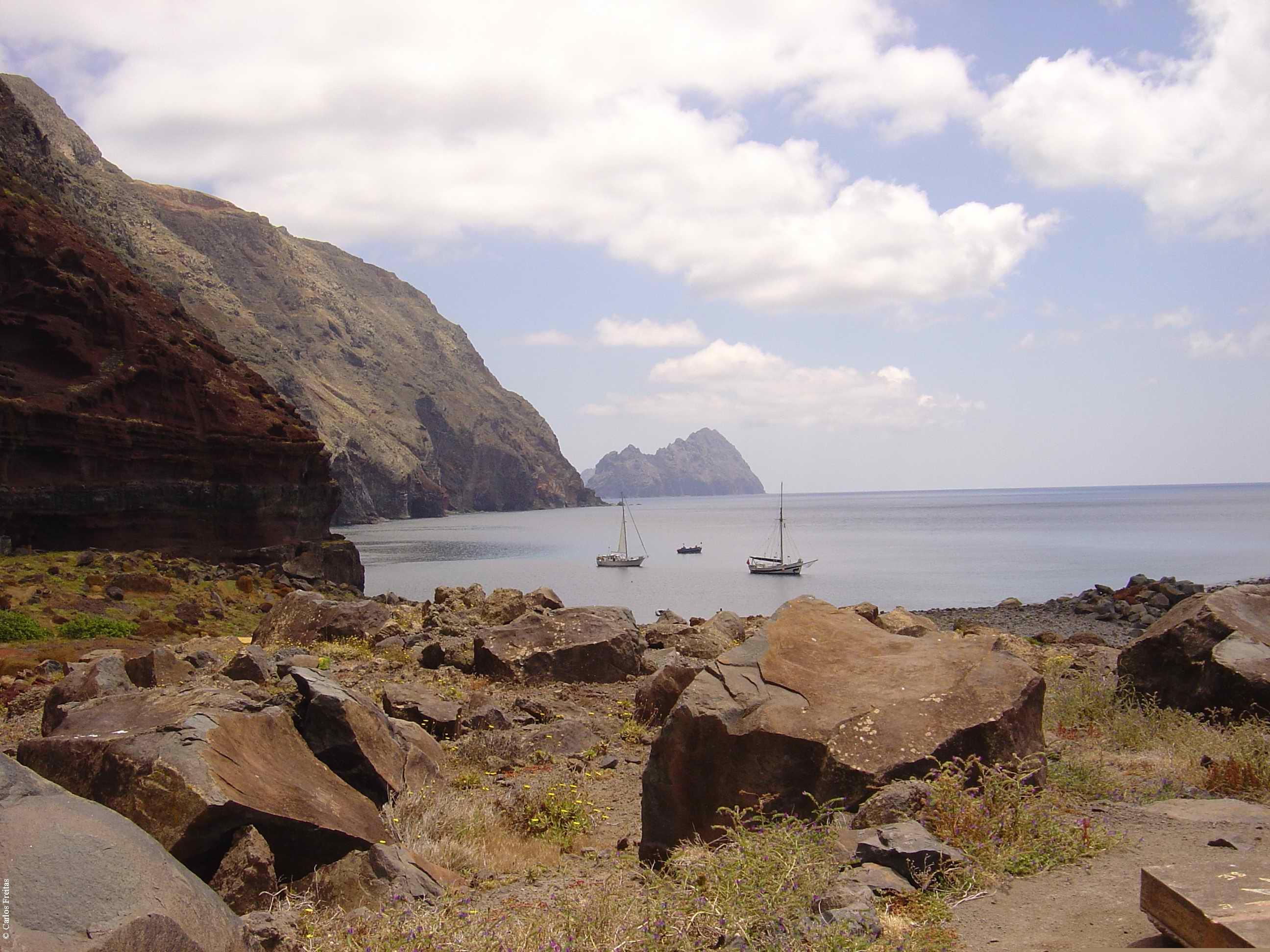
Deserta Grande

Desde o século XIV, que estas ilhas já eram conhecidas pelo nome que atualmente têm ou pelo singular de "Ilha Deserta". Contudo só foram exploradas convenientemente após as primeiras viagens de reconhecimento de João Gonçalves Zarco (cujos descendentes foram Senhores das Ilhas Desertas) em 1420/21 e com a exploração e estabelecimento humano definitivo no Funchal.
Tentou-se aqui estabelecer uma colónia portuguesa por diversas vezes, sempre sem qualquer sucesso, dadas as condições agrestes e a secura destas ilhas.
As ilhas foram vendidas pela família do 3º Conde da Taipa 14º Senhor das Ilhas Desertas em 1864 a Alexandre Fernandes Camacho  e depois a de duas famílias inglesas da Madeira entre 1894 e 1971 (tal como foram as Ilhas Selvagens), tendo sido compradas então pelo Estado português e convertidas em reserva natural.